# Сен-Лу-Ор
Сен-Лу-Ор (фр. Saint-Loup-Hors) — коммуна во Франции, находится в регионе Нижняя Нормандия. Департамент коммуны — Кальвадос. Входит в состав кантона Бейё. Округ коммуны — Байё.
Код INSEE коммуны — 14609.

## Население
Население коммуны на 2010 год составляло 315 человек.
| 1962 | 1968 | 1975 | 1982 | 1990 | 1999 | 2010 |
| ---- | ---- | ---- | ---- | ---- | ---- | ---- |
| 254  | 244  | 238  | 282  | 293  | 283  | 315  |

## Экономика
В 2010 году среди 210 человек трудоспособного возраста (15—64 лет) 145 были экономически активными, 65 — неактивными (показатель активности — 69,0 %, в 1999 году было 64,5 %). Из 145 активных жителей работали 137 человек (73 мужчины и 64 женщины), безработных было 8 (3 мужчин и 5 женщин). Среди 65 неактивных 19 человек были учениками или студентами, 24 — пенсионерами, 22 были неактивными по другим причинам.